# Issoria rheaoides
Issoria rheaoides är en fjärilsart som beskrevs av Reuss 1925. Issoria rheaoides ingår i släktet Issoria och familjen praktfjärilar. Inga underarter finns listade i Catalogue of Life.